# Viva Maria!
Viva Maria! is een Franse film uit 1965 van regisseur Louis Malle, met gelijkwaardige vrouwelijke hoofdrollen voor Jeanne Moreau en Brigitte Bardot.

## Verhaal
In 1910 komt een Ierse vrijheidsstrijdster bij haar vlucht voor het Engelse leger in een circusnummer voor twee vrouwen terecht. De beide dames hebben hiermee succes onder de naam 'Maria en Maria'. Ze reizen met hun circus naar een verzonnen Zuid-Amerikaans land, en raken daar door liefdesperikelen actief verwikkeld in een revolutie.

## Rolverdeling
| Acteur                             | Personage                                         |
| ---------------------------------- | ------------------------------------------------- |
| Brigitte Bardot                    | Maria I                                           |
| Jeanne Moreau                      | Maria Fitzgerald O'Malley / Maria II              |
| George Hamilton                    | Flores                                            |
| Paulette Dubost                    | Madame Diogène                                    |
| Gregor von Rezzori                 | Diogène (als Gregor Von Rezzori)                  |
| Poldo Bendandi                     | Werther                                           |
| Claudio Brook                      | The Great Rodolfo                                 |
| Carlos López Moctezuma             | Rodríguez (als Carlos Lopez Moctezuma)            |
| Jonathan Eden                      | Juanito Diogène                                   |
| José Ángel Espinosa 'Ferrusquilla' | Dictator van San Miguel (als José Ángel Espinoza) |

## Karakteristiek
'Viva Maria!' is een komedie met vaudeville-inslag. Het succes van deze film ligt in de geslaagde samenwerking tussen de twee grote filmdiva's Jeanne Moreau en Brigitte Bardot. Hiertoe handhaaft regisseur Louis Malle een zorgvuldig evenwicht tussen hun beider screen-performances.

## Filmgeschiedenis
Malle's geslaagde initiatief tot deze samenwerking haalde de internationale pers, en 'Viva Maria!' werd een groot succes. Zodoende vloog Brigitte Bardot in december 1965 naar New York om de film te promoten. Het was in haar 22-jarige filmcarrière de eerste en enige keer dat Bardot beroepshalve de Verenigde Staten bezocht. Hoewel ze daar door het succes van haar film 'Et Dieu créa la femme' al vanaf 1956 populair was.
Brigitte Bardot voelde zich naar haar zeggen in de VS als "een kosmonaut die in zijn capsule is opgesloten". Niettemin deed ze haar promotiewerk goed. Het Air France-toestel dat haar vloog was voor de gelegenheid omgedoopt in 'Viva Maria!', dat met grote letters op de romp was geschilderd. De Amerikanen ontvingen Bardot met twee muziekkorpsen en ze maakte onder politiebegeleiding een rijtoer door Manhattan.